# Festival international du film de Locarno 2019
Le Festival international du film de Locarno 2019, la 72e édition du festival (72o Festival del film Locarno), se déroule du 7 au 17 août 2019.

## Déroulement et faits marquants
Le 17 juillet 2019, la sélection est dévoilée.
C'est la première édition de la nouvelle directrice artistique Lili Hinstin qui succède à Carlo Chatrian.
Le réalisateur John Waters reçoit le Léopard d'honneur (Pardo d'Onore).
L'acteur Song Kang-ho reçoit l'Excellence Award.
L'actrice Hilary Swank et le réalisateur Fredi Murer reçoivent des prix d'honneur.
Le 17 août 2019, le palmarès est dévoilé et c'est le film portugais Vitalina Varela de Pedro Costa qui remporte le Léopard d'or, l'actrice principale Vitalina Varela (qui donne son nom au film) remportant le Léopard pour la meilleure interprétation féminine. Le Prix spécial du jury est remporté par Pa-go de Park Jung-bum, le Léopard pour la meilleure réalisation par Damien Manivel pour Les Enfants d'Isadora et le Léopard pour la meilleure interprétation masculine par Regis Myrupu pour La Fièvre (A Febre).

## Jurys

### Concorso internazionale
- Présidente : Catherine Breillat, réalisatrice  France
- Ilse Hughan, productrice  Pays-Bas
- Emiliano Morreale, critique  Italie
- Nahuel Pérez Biscayart, acteur  Argentine
- Angela Schanelec, réalisatrice  Allemagne

### Concorso Cineasti del presente
- Président : Jake Perlin, producteur  États-Unis
- Zhu Shengze, réalisatrice et productrice  Chine
- Yolande Zauberman, réalisatrice  France

### Pardi di domani
- Bi Gan, réalisateur  Chine
- Alice Diop, réalisatrice  France
- Mike Plante, programmateur  États-Unis

## Sélection[6]

### Concorso internazionale
- La Fièvre (A Febre) de Maya Da-Rin  Brésil,  France,  Allemagne
- Bergmál de Rúnar Rúnarsson  Islande,  France,  Pays-Bas
- Cat in the Wall de Mina Mileva et Vesela Kazakova  Bulgarie
- Das freiwillige Jahr de Ulrich Köhler et Henner Winckler  Allemagne
- Douze mille de Nadège Trebal  France
- Fi Al-Thawra de Maya Khoury  Syrie,  Suède
- Hiruk-pikuk si al-kisah de Yosep Anggi Noen  Indonésie,  Malaisie,  France
- Maternal de Maura Delpero  Italie,  Argentine
- Les Enfants d'Isadora de Damien Manivel  France,  Corée du Sud
- Longa noite de Eloy Enciso  Espagne
- O Fim do Mundo de Basil da Cunha  Suisse
- Pa-go de Park Jung-bum  Corée du Sud
- Technoboss de João Nicolau  Portugal,  France
- Terminal Sud de Rabah Ameur-Zaïmeche  France
- The Last Black Man in San Francisco de Joe Talbot  États-Unis
- Vitalina Varela de Pedro Costa  Portugal
- L'Infirmière de Kōji Fukada  Japon,  France

### Concorso Cineasti del presente
- 143 Rue du Désert de Hassen Ferhani  Algérie,  France,  Qatar
- Ham on Rye de Tyler Taormina  États-Unis
- Here for Life de Andrea Luka Zimmerman et Adrian Jackson  Royaume-Uni
- Ivana cea Groaznica de Ivana Mladenović  Roumanie,  Serbie
- L'apprendistato de Davide Maldi  Italie
- L'Île aux oiseaux de Maya Kosa et Sergio da Costa  Suisse
- La Paloma y el Lobo de Carlos Lenin  Mexique
- Lengmo weiyang lengmo de Rong Guang Rong  Italie
- Le père de Nafi de Mamadou Dia  Sénégal
- Love Me Tender de Klaudia Reynicke  Suisse
- Mariam de Sharipa Urazbayeva  Kazakhstan
- Merveilles à Montfermeil de Jeanne Balibar  France
- Nhà Cây de Minh Quý Trương  Singapour,  Viêt Nam
- Oroslan de Matjaž Ivanišin  Slovénie,  Tchéquie
- Overseas de Sung-A Yoon  Belgique,  France
- Space Dogs de Elsa Kremser et Levin Peter  Autriche,  Allemagne

### Pardi di domani

#### Compétition internationale
- 16 de decembro d'Álvaro Gago, Espagne
- Ahlou al kahef de Fakhri El Ghezal, Tunisie
- All Come From Dust de Younes Ben Slimane, Tunisie
- All the Fires the Fire d'Efthimis Kosemund Sanidis, Grèce
- Carne de Camila Kater, Brésil, Espagne
- Chão de Rua de Tomás von der Osten, Brésil
- Dossier of the Dossier de Sorayos Prapapan, Thaïlande
- Douma taht al ard de Tim Alsiofi, Liban, Syrie
- El hacedor de muebles de David Avilés, Cuba
- Eyes on the Road de Stefanie Kolk, Pays-Bas
- Frisson d’amour de Maxence Stamatiadis, France
- How to Tell a True Immigrant Story d'Aggie Ebrahimi Bazaz, USA
- In vitro de Larissa Sansour, Søren Lind, Royaume-Uni, Palestine, Danemark
- Incompiuta de Samira Guadagnuolo, Tiziano Doria, Italie
- Marée de Manon Coubia, Belgique, France
- Mom’s Movie de Stella Kyriakopoulos, Grèce, Espagne
- Moutons, loup et tasse de thé... de Marion Lacourt, France
- Mthunzi de Tebogo Malebogo, Afrique du Sud
- Notre territoire de Mathieu Volpe, Belgique
- Otpusk d'Anton Sazonov, Russie
- Poslednja slika o ocu de Stefan Djordjevic, Serbie
- Pyar pyar nyo yaung maing ta-lei-lei d'Aung Phyoe, Myanmar
- Râang ton taan d'Ukrit Sa-nguanhai, Thaïlande
- Siyah güneş d'Arda Çiltepe, Turquie, Allemagne
- Tskhoveli d'Amiran Dolidze, Géorgie
- Umbilical de Danski Tang, USA
- Vader d'Isabel Lamberti, Pays-Bas
- Vulcão: O Que Sonha um Lago? de Diana Vidrascu, France, Portugal, Roumanie
- White Afro d'Akosua Adoma Owusu, Ghana, USA

#### Compétition nationale
- Aline de Simon Guélat
- Das Leben ist eines der Leichtesten de Marion Nyffenegger
- L’azzurro del cielo d'Enea Zucchetti
- Mama Rosa de Dejan Barac
- Nachts sind alle Katzen grau de Lasse Linder
- Sas de Léa Célestine Bernasconi
- Still Working de Julietta Korbel
- Tempête silencieuse d'Anaïs Moog
- Terminal de Kim Allamand
- Un matin d'été de Patrick Muroni
- À la piscine de Consuelo Frauenfelder, Stefan Lauper

### Hors compétition

#### Piazza Grande
- 7500 de Patrick Vollrath  Allemagne,  Autriche
- Adoration de Fabrice Du Welz  Belgique,  France
- Camille de Boris Lojkine  France
- Days of the Bagnold Summer de Simon Bird  Royaume-Uni
- Diego Maradona de Asif Kapadia  Royaume-Uni
- Instinct de Halina Reijn  Pays-Bas
- La Fille au bracelet de Stéphane Demoustier  France,  Belgique
- Lettre à Freddy Buache de Jean-Luc Godard  Suisse
- Magari de Ginevra Elkann  Italie,  France (film d'ouverture)
- New Acid de Basim Magdy  France,  Suisse
- Notre dame de Valérie Donzelli  France,  Belgique
- Once Upon a Time… in Hollywood de Quentin Tarantino  États-Unis
- To the Ends of the Earth de Kiyoshi Kurosawa  Japon,  Ouzbékistan,  Qatar

#### Fuori concorso
- Arguments de Olivier Zabat  France
- Baghdad in my Shadow de Samir  Suisse,  Allemagne,  Royaume-Uni,  Irak
- Felix in Wonderland de Marie Losier  États-Unis
- Giraffe de Anna Sofie Hartmann  Royaume-Uni
- La Sainte Famille de Louis-Do de Lencquesaing  France
- Le Voyage du prince de Jean-François Laguionie et Xavier Picard  France,  Luxembourg
- Non è sogno de Giovanni Cioni  Suisse
- Prazer, Camaradas! de José Filipe Costa  Portugal
- Under the God (film collectif)  Suisse
- Wilcox de Denis Côté  Canada
- Wir Eltern de Eric Bergkraut et Ruth Schweikert  Suisse
- Être Jérôme Bel de Sima Khatami et Aldo Lee  France

#### I film delle giurie
Films en l'honneur des membres des différents jurys

#### Open Doors

##### Longs métrages
- Alsin udirdlaga de Byamba Sakhya, Mongolie, Allemagne, États-Unis ·  2013,  90 min
- Dom fill chong krauey de Kulikar Sotho, Cambodge ·  2014, 106 min
- Huk ni thee Viengchan d'Anysay Keola, Phanumad Disattha, Vannaphone Sitthirath, Xaisongkham Induangchanthy, Laos ·  2014, 95 min
- Malila: The Farewell Flower d'Anucha Boonyawatana, Thaïlande ·  2017, 96 min
- Người vợ ba d'Ash Mayfair, Vietnam ·  2018, 94 min
- Ten Years Thailand d'Aditya Assarat, Wisit Sasanatieng, Chulayarnnon Siriphol, Apichatpong Weerasethakul, Thaïlande, Hong Kong, Japon ·  2018, 93 min
- Yub menh bong keunh oun nho nhim de Kavich Neang, Cambodge, France ·  2019, 78 min
- Đập cánh giữa không trung de Nguyễn Hoàng Điệp, Vietnam, France, Norvège, Allemagne ·  2014, 102 min

##### Courts métrages
- Dey thmey phlauv kouch de Kavich Neang, Cambodge, Malaisie ·  2018, 15 min
- Gaikhamshigt nisleg de Bat-Amgalan Lkhagvajav, Ian Allardyce, Mongolie, Royaume-Uni ·  2016, 15 min
- Hãy tỉnh thức và sẵn sàng d'An Thien Pham, Vietnam, Corée du Sud, USA ·  2019, 14 min
- Kub ban de Xaisongkham Induangchanthy, Laos ·  2017, 18 min
- Muoy lean chhnam de Danech San, Cambodge ·  2018, 21 min
- Mẹ, con gái và những giấc mơ de Linh Duong, Vietnam ·  2018, 19 min
- Nightfall de Tulapop Saenjaroen, Anocha Suwichakornpong, Thaïlande, Singapour ·  2016, 15 min
- Pimean akas de Ukrit Sa-nguanhai, Thaïlande ·  2012, 27 min
- Puen len len puen de Sorayos Prapapan, Thaïlande ·  2018, 15 min
- Shoes de Chev Doeurn, Cambodge ·  2015, 8 min
- Sorng por louk de Mattiphob Douangmyxay, Laos ·  2016, 16 min
- Thành phố khác de Phạm Ngọc Lân, Vietnam ·  2016, 25 min
- Ul zayagdagsad de Zoljargal Purevdash, Gantumur Enkhtumur, Mongolie ·  2017, 3 min
- Ulaanbaatarjilt de Zulaa Urchuud, Mongolie ·  2017, 3 min
- Zahia de Zulaa Urchuud, Mongolie ·  2019, 3 min

#### Semaine de la critique
- A létezés eufóriája de Réka Szabó, Hongrie
- Adolescentes de Sébastien Lifshitz, France
- Another Reality de Noël Dernesch, Olli Waldhauer, Allemagne, Suisse
- Der grüne Berg de Fredi M. Murer, Suisse
- Lovemobil d'Elke Margarete Lehrenkrauss, Allemagne
- Murghab de Martin Saxer, Daler Kaziev, Marlen Elders, Allemagne
- Notha -ye- mesi yek roya de Reza Farahmand, Canada, Iran
- Shalom Allah de David Vogel, Suisse

## Palmarès

### Concorso Internazionale
- Léopard d'or : Vitalina Varela de Pedro Costa
- Prix spécial du jury : Pa-go de Park Jung-bum
- Léopard de la meilleure réalisation : Damien Manivel pour Les Enfants d'Isadora
- Léopard de la meilleure interprétation féminine : Vitalina Varela pour son rôle dans Vitalina Varela
- Léopard de la meilleure interprétation masculine : Regis Myrupu pour son rôle dans La Fièvre (A Febre)
- Mentions spéciales : Hiruk-pikuk si al-kisah de Yosep Anggi Noen et Maternal de Maura Delpero

### Concorso Cineasti del presente
- Léopard d'or : Baamum Nafi de Mamadou Dia
- Prix du meilleur réalisateur émergent : Hassen Ferhani pour 143 Rue du Désert
- Prix spécial du jury : Ivana cea Groaznica de Ivana Mladenović
- Mention spéciale :Here for Life de Andrea Luka Zimmerman et Adrian Jackson

### Moving Ahead
- Prix Moving Ahead : The Giverny Document de Ja’Tovia M. Gary
- Mentions spéciales : Those That, At A Distance, Ressemble Another de Jessica Sarah Rinland et Shān Zhī Běi de Zhou Tao

### First Feature
- Prix pour la meilleure première œuvre : Baamum Nafi de Mamadou Dia
- Prix Swatch Art Peace Hotel : La Paloma Y El Lovo de Carlos Lenin
- Mentions spéciales : Instinct de Halina Reijn et Fi Al-Thawra de Maya Khoury

### Pardi di domani

#### Compétition internationale
- Léopard d'or : Siyah Guneş de Arda Çiltepe
- Léopard d'argent : Umbilical de Danski Tang
- Prix Pianifica de la mise en scène : Otpusk de Anton Sazonov
- Prix Medien Patent Verwaltung AG : White Afro de Akosua Adoma Owusu

#### Compétition nationale
- Pardino d'or du meilleur court métrage suisse : Mama Rosa de Dejan Barac
- Pardino d'argent : Tempête Silencieuse d'Anaïs Moog
- Prix Action Light du meilleur espoir suisse : Terminal de Kim Allamand

### Piazza Grande
- Prix du public : Camille de Boris Lojkine
- Prix Variety : Instinct de Halina Reijn

### Prix œcuménique
- Prix œcuménique : Maternal de Maura Delpero
- Mention spéciale : Vitalina Varela de Pedro Costa

### Prix des jurys des jeunes

#### Premier jury
- Premier prix : Bergmál de Rúnar Rúnarsson
- Deuxième prix : Maternal de Maura Delpero
- Troisième prix : Les Enfants d'Isadora de Damien Manivel
- Mentions spéciales : Technoboss de João Nicolau et Fi Al-Thawra de Maya Khoury

#### Deuxième jury
- Prix pour la compétition internationale : Poslednja Slika O Ocu de Stefan Djordjevic
- Prix pour la compétition nationale : Terminal de Kim Allamand
- Mentions spéciales : Carne de Camila Kater et Nachts Sind Alle Katzen Grau de Lasse Linder

#### Troisième jury
- Prix du meilleur film de Cinéastes du Présent : 143 Rue du Désert de Hassen Ferhani
- Mention spéciale : Space Dogs de Elsa Kremser et Levin Peter

### Prix de la Semaine de la Critique
- Prix : A Létezés Eufóriája de Réka Szabó
- Prix Zonta Club « pour la promotion de la justice, de la solidarité et de l'éthique » : Adolescentes de Sébastien Lifshitz[7]

### Prix spéciaux
- Léopard d'honneur (Pardo d'Onore) : John Waters
- Excellence Award : Song Kang-ho
- prix Raimondo Rezzonico : Komplizen Film Production
- Prix Utopia : Enrico Ghezzi
- Léopard de la carrière : Fredi Murer
- Léopard Club Award : Hilary Swank
- Vision Award Ticinomoda : Claire Atherton
- Prix FIPRESCI : A Febre de Maya Da-Rin
- Prix Europa Cinemas Label : Maternal de Maura Delpero
- Prix « L’environnement, c’est la qualité de la vie » : A Febre de Maya Da-Rin
- Prix remis par les Internationales Kurzfilmtage Winterthur : Douma Taht Al Ard de Tim Alsiofi